# Rana (Norvège)
Pour les articles homonymes, voir Rana.
Rana est une kommune de Norvège. Elle est située dans le comté de Nordland.

## Localités
- Alterneset
- Båsmoen (66° 20′ 00″ N, 14° 06′ 00″ E)
- Dalselv
- Dunderland (66° 26′ 00″ N, 14° 50′ 00″ E)
- Flostrand (66° 20′ 00″ N, 13° 22′ 00″ E)
- Hauknes (66° 17′ 00″ N, 14° 03′ 00″ E)
- Mæla
- Myklebustad (66° 18′ 00″ N, 13° 29′ 00″ E)
- Øverdal (66° 15′ 00″ N, 14° 02′ 00″ E)
- Røssvoll
- Selfors (66° 20′ 00″ N, 14° 11′ 00″ E)
- Skonseng (66° 21′ 00″ N, 14° 21′ 00″ E)
- Storforshei (66° 24′ 00″ N, 14° 31′ 00″ E)
- Utskarpen (66° 17′ 00″ N, 13° 37′ 00″ E)
- Ytteren (66° 21′ 00″ N, 14° 08′ 00″ E)

## Personnalité
- Ole Tobias Olsen (1830-1924), homme politique, ingénieur et photographe, né à Rama.
- Kirsti Bergstø, femme politique.